# János Demény
János Demény (* 23. September 1915 in Budapest; † 31. März 1993 ebenda) war ein ungarischer Musikwissenschaftler. Er war ein ausgewiesener Bartók-Spezialist.

## Leben und Werk
János Demény studierte zunächst Rechtswissenschaft an der Péter-Pázmány-Universität in Budapest, an der er 1939 auch promoviert wurde. Von 1930 bis 1938 lernte er Klavier bei Lajos Wilheim an der Fodor-Musikschule. Danach studierte er Musikästhetik und Musikgeschichte an der Franz-Liszt-Musikakademie.
Nach dem Zweiten Weltkrieg begann er auf Anregung Zoltán Kodálys mit Bartók-Forschungen. Der Schwerpunkt seiner Arbeit war die Auswertung der Briefwechsel von Bartók. Er veröffentlichte mehr als tausend Briefe von und an Bartók. Daneben beschäftigte er sich mit der lokalen Geschichte von Bartóks Heimat. Weiterhin veröffentlichte er Schriften zum Wirken von Géza Csáth, Antal Molnár, János Seprődi und Sándor Veress. In seinem Hauptberuf wirkte 
János Demény unter anderem als Fachbibliothekar im ungarischen Post- und Verkehrsministerium, später als Referent der dortigen Bildungsabteilung. 1974 wurde er mit dem Erkel-Preis ausgezeichnet.
Er veröffentlichte in ungarischer Sprache: „Béla Bartók. Briefe, Fotos, Handschriften, Noten“ (Budapest 1948); „Béla Bartóks Briefe. Sammlung der letzten beiden Jahre“ (Budapest 1951); „Béla Bartóks Briefe. Rumänische, tschechoslowakische, ungarische Dokumente“ (zusammen mit V. Cosma und L. Burlas, Budapest 1955); Aufsätze über Bartók in: Zenetudományi tanulmányok II, 1954, III, 1955, VII, 1959 und X, 1962; Béla Bartóks Stellung in der Musikgeschichte des 20. Jahrhunderts (StMl V, 1963); Bartók Béla a zongoraművész („Béla Bartók der Klavierkünstler“, Budapest 1968).